# Quintus Asinius Acilianus
Quintus Asinius Acilianus war ein im 1. Jahrhundert n. Chr. lebender Angehöriger des römischen Ritterstandes (Eques).
Durch eine Inschrift, die in Rom gefunden und in die zweite Hälfte des 1. Jahrhunderts n. Chr. datiert wird, ist belegt, dass Acilianus Präfekt einer Cohors II Raetorum war.